# Fabian Gustaf Norström

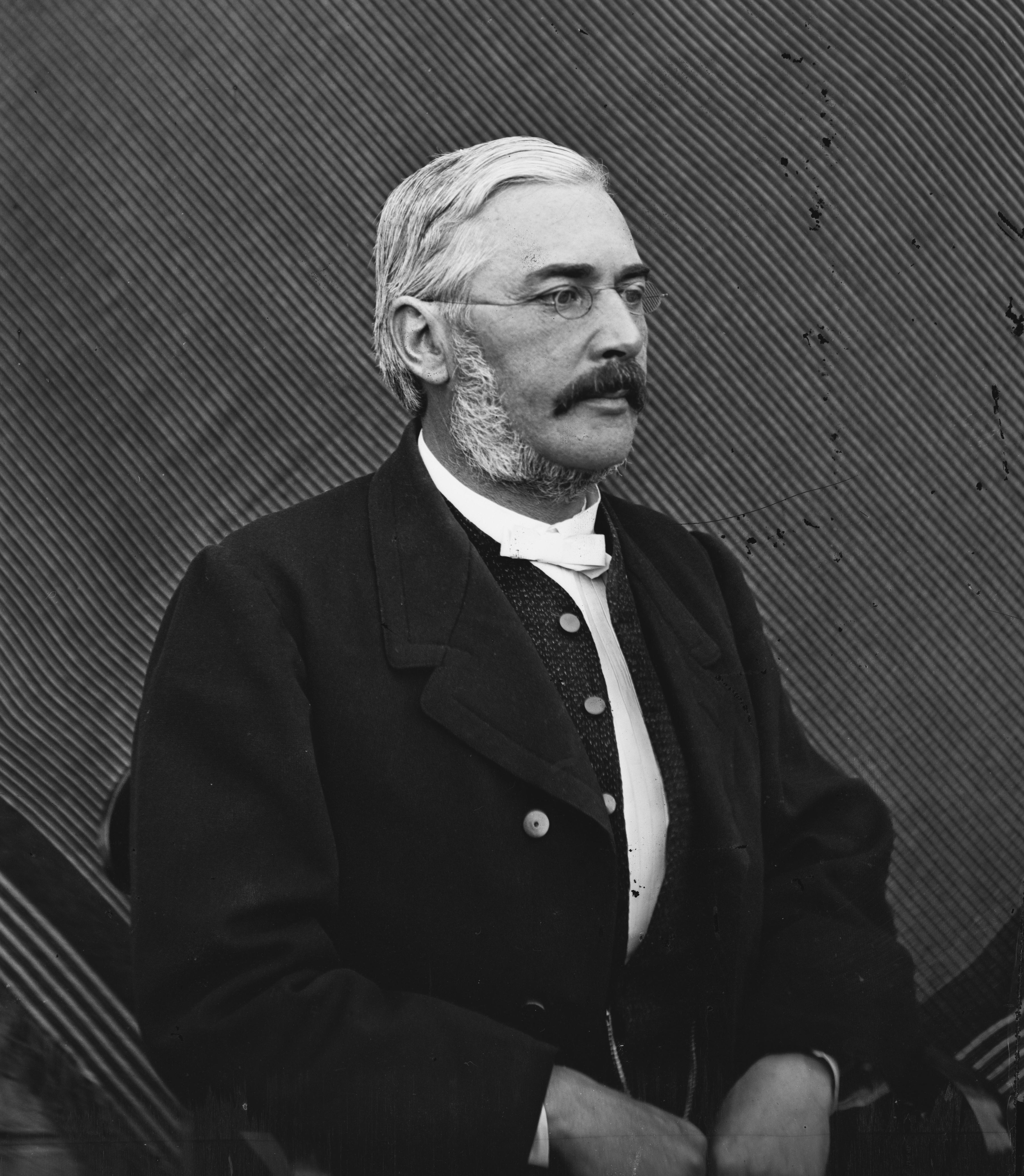
Fabian Gustaf Norström

Fabian Gustaf Norström, född 1822 på Åkerö slott i Södermanland, död 1898, var en svensk jordbrukslärare. 
Norström genomgick Degebergs lantbruksinstitut, var egendomsförvaltare 1843–47, "bestyrer" för Hedemarkens lantbruksskola på Jønsberg i Norge 1847–71 och 1874–92 föreståndare för Ultuna lantbruksinstitut, som under hans ledning återvann sitt under föregående tid minskade anseende. Han blev 1876 ledamot och 1897 hedersledamot av Lantbruksakademien.